# 莱奥尼昂
莱奥尼昂（法語：Léognan，法語發音：[leɔɲɑ̃]）是法国吉伦特省的一个市镇，属于波尔多区。

## 地理
莱奥尼昂（44°43'43"N, 0°36'3"W）面积41.43 平方千米，位于法国新阿基坦大区吉倫特省，该省份为法国西南部沿海省份，是法國本土面积最大的省，北起滨海夏朗德省，西临大西洋，南至朗德省，东南接洛特-加龍省，东临多爾多涅省。
与莱奥尼昂接壤的市镇（或旧市镇、城区）包括：格拉迪尼昂、索卡茨、卡多雅克、卡内让、塞斯塔斯、拉布雷德、马尔蒂亚克、维勒纳沃多农。

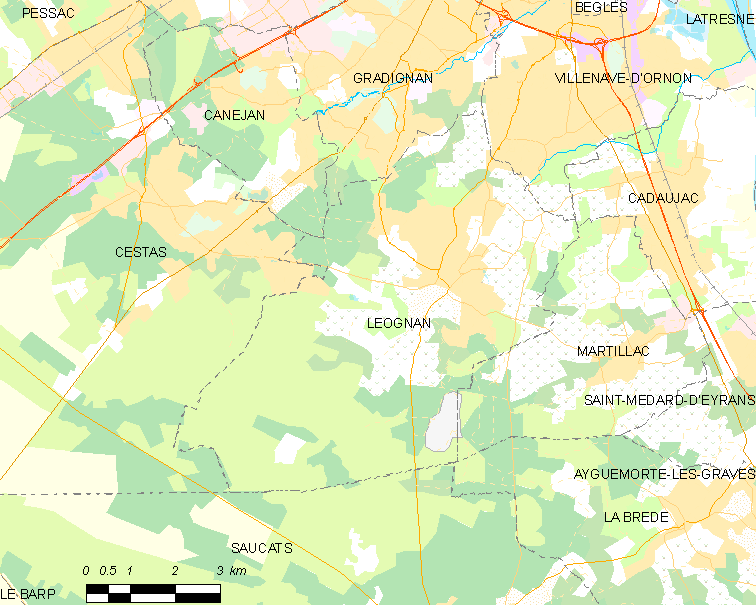
莱奥尼昂的OSM定位图

莱奥尼昂的时区为UTC+01:00、UTC+02:00（夏令时）。

## 行政
莱奥尼昂的邮政编码为33850，INSEE市镇编码为33238。

## 政治
莱奥尼昂所属的省级选区为拉布雷德县。

## 人口

1962-2008年间莱奥尼昂人口变化图示

莱奥尼昂于2022年1月1日时的人口数量为10723人。